# 819

## Decese
- 31 iulie: Cadolah de Friuli  (n. ?)